# Carigara
Carigara (en tagalog : Bayan ng Carigara) est une municipalité de la province de Leyte, située dans la région des Visayas orientales sur l'île de Leyte, aux Philippines.
Lors du recensement de 2020, sa population s'élève à 54 656 habitants.

## Géographie
Carigara est une municipalité côtière, située au nord de l'île de Leyte, sur la baie de Carigara (en).
D'une superficie totale de 117,86 kilomètres carrés, Capoocan est divisée administrativement en 49 barangays : 
- Bagong Lipunan
- Balilit
- Barayong
- Barugohay Central
- Barugohay Norte
- Barugohay Sur
- Baybay (Poblacion)
- Binibihan
- Bislig
- Caghalo
- Camansi
- Canal
- Candigahub
- Canfabi
- Canlampay
- Cogon
- Cutay
- Guindapunan East
- Guindapunan West
- Hiluctogan
- Jugaban (Poblacion)
- Libo
- Lower Hiraan
- Lower Sogod
- Macalpi
- Manloy
- Nauguisan
- Paglaum
- Pangna
- Parag-um
- Parena (Parina)
- Piloro
- Ponong (Poblacion)
- Rizal (Tagak East)
- Sagkahan
- San Isidro
- San Juan
- San Mateo (Poblacion)
- Santa Fe
- Sawang (Poblacion)
- Tagak
- Tangnan
- Tigbao
- Tinaguban
- Upper Hiraan
- Upper Sogod
- Uyawan
- Visoria (East)
- Visoria (West)

|          | baie de Carigara | Barugo |
| Capoocan | Carigara         | Tunga  |
| Kananga  | Ormoc            | Jaro   |

## Histoire
Carigara a été fondée en 1571 ; c'est la première ville établie dans la région des Visayas orientales. 

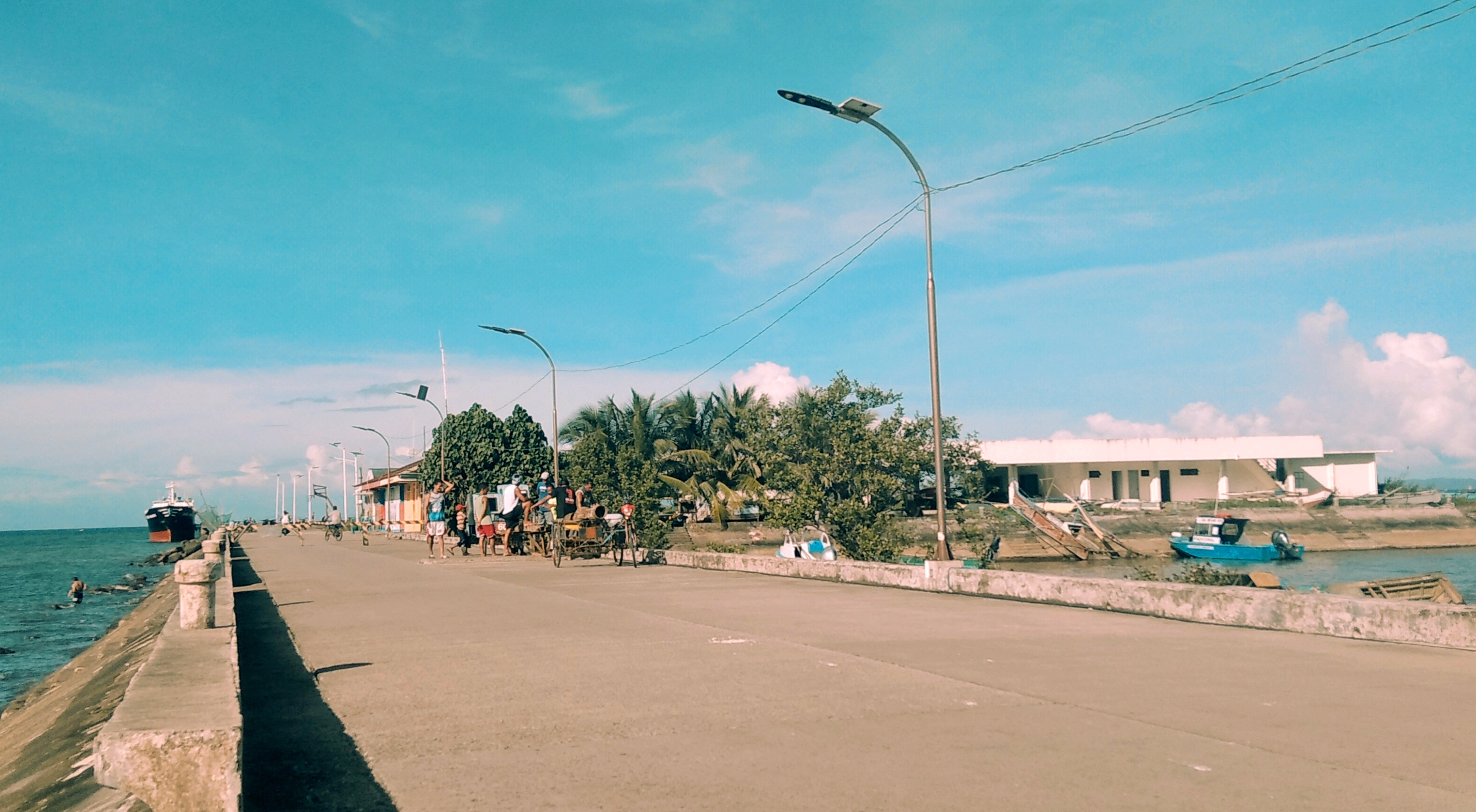
Port de Carigara.
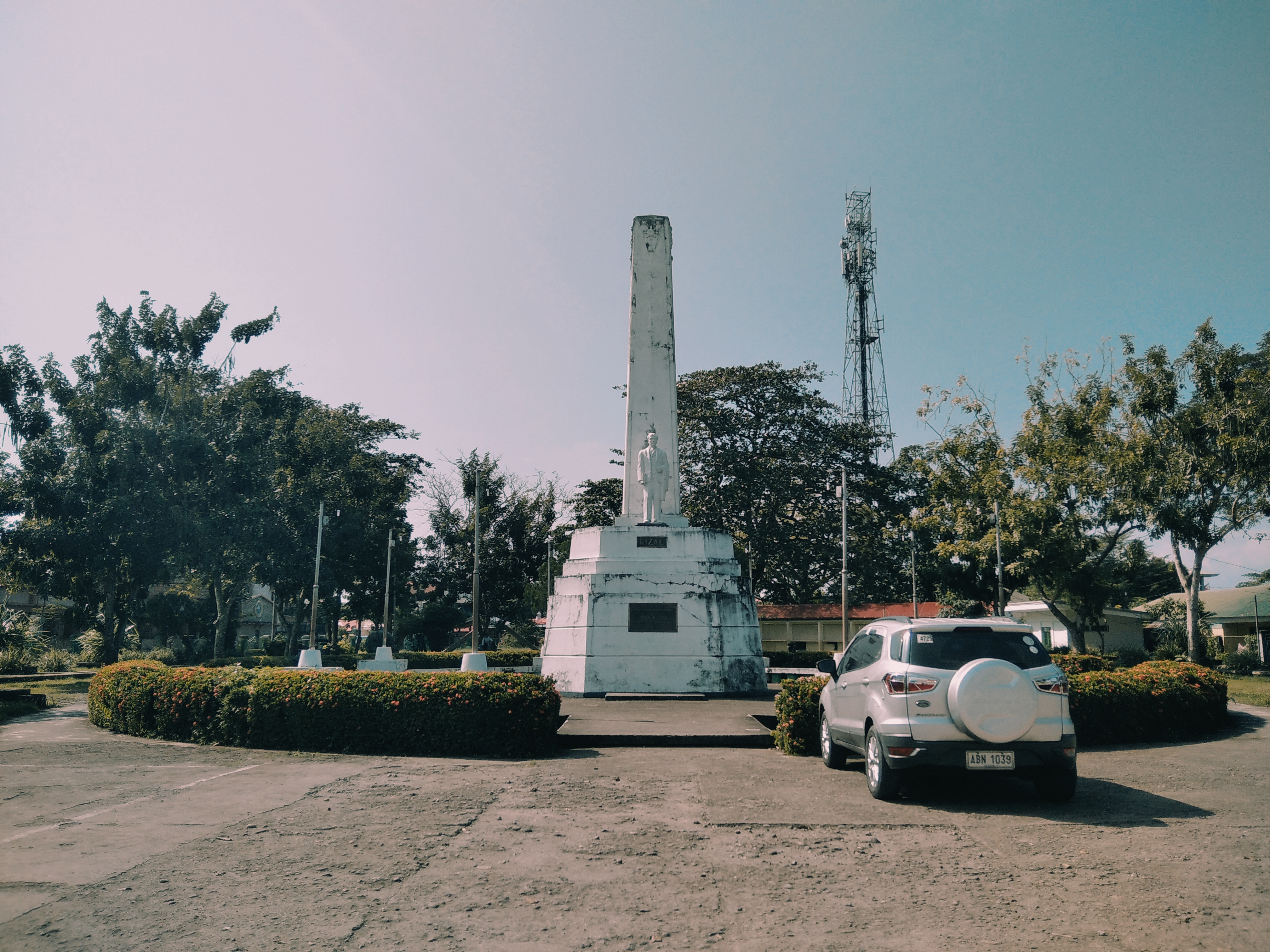
La place Triunfo avec le monument à José Rizal.
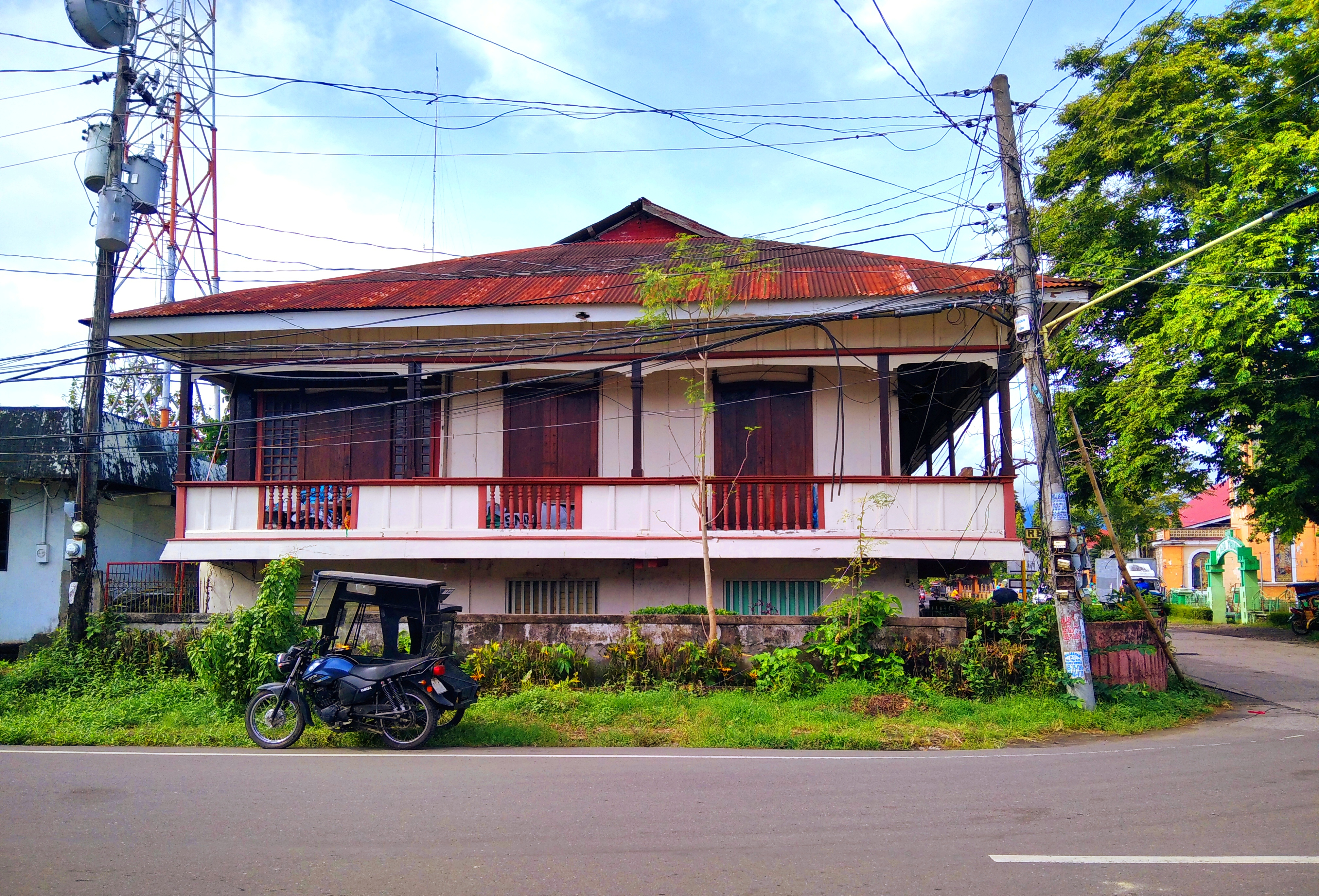
Bibliothèque publique et musée.
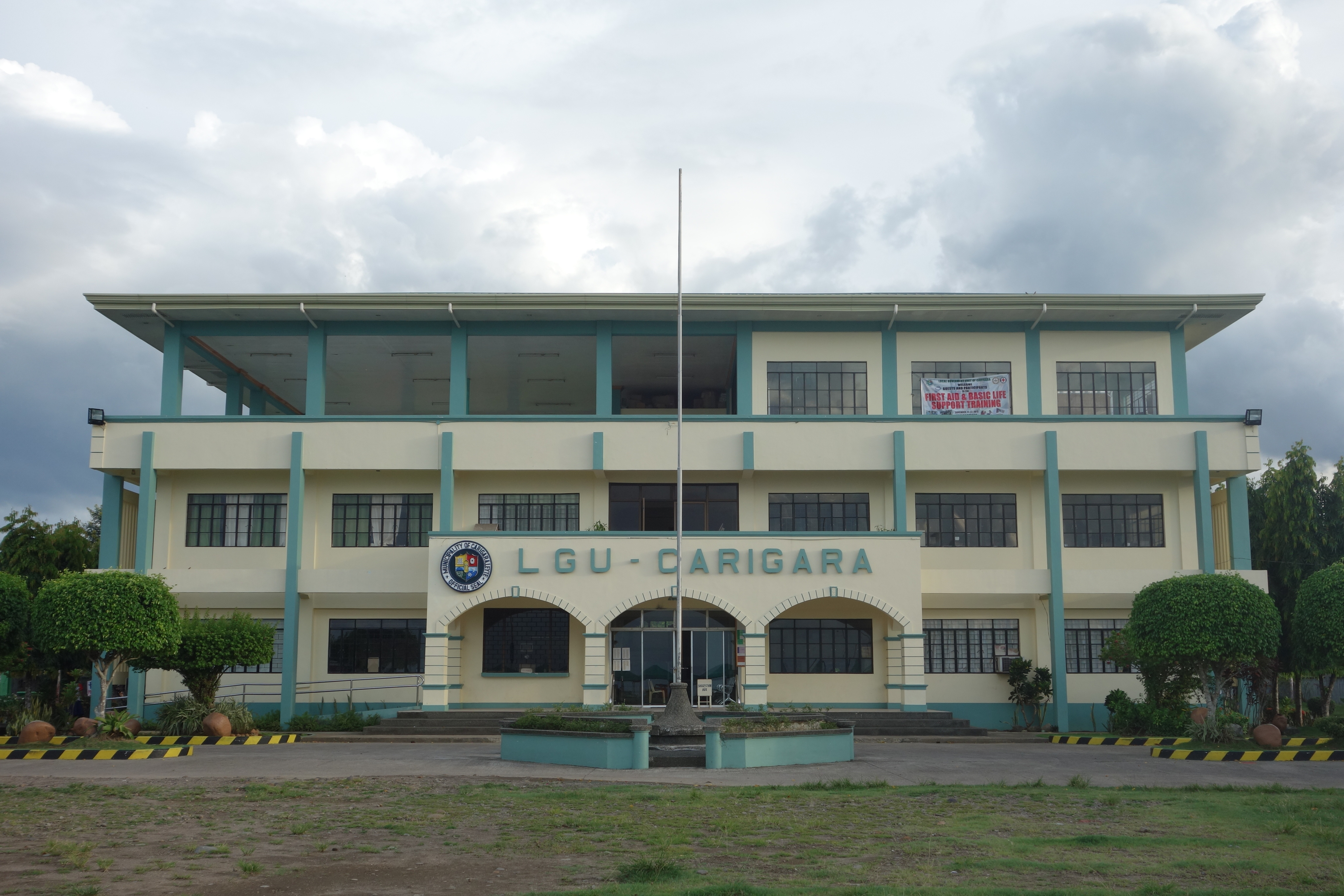
Hôtel de ville.
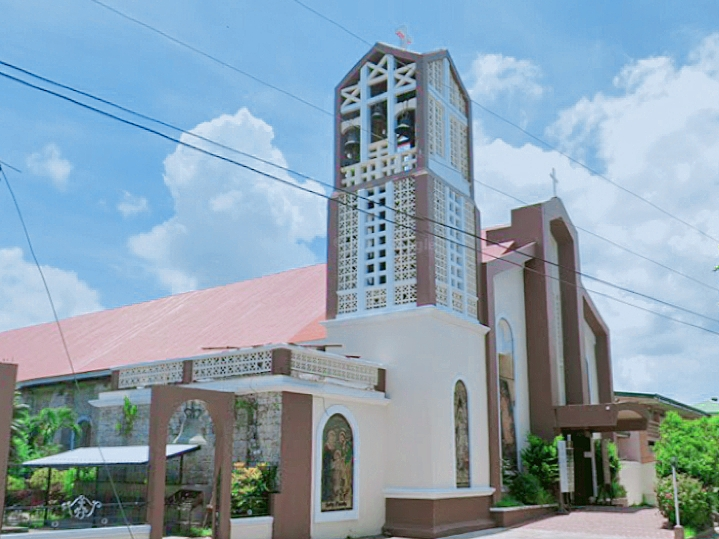
Église paroissaile Sainte-Croix.
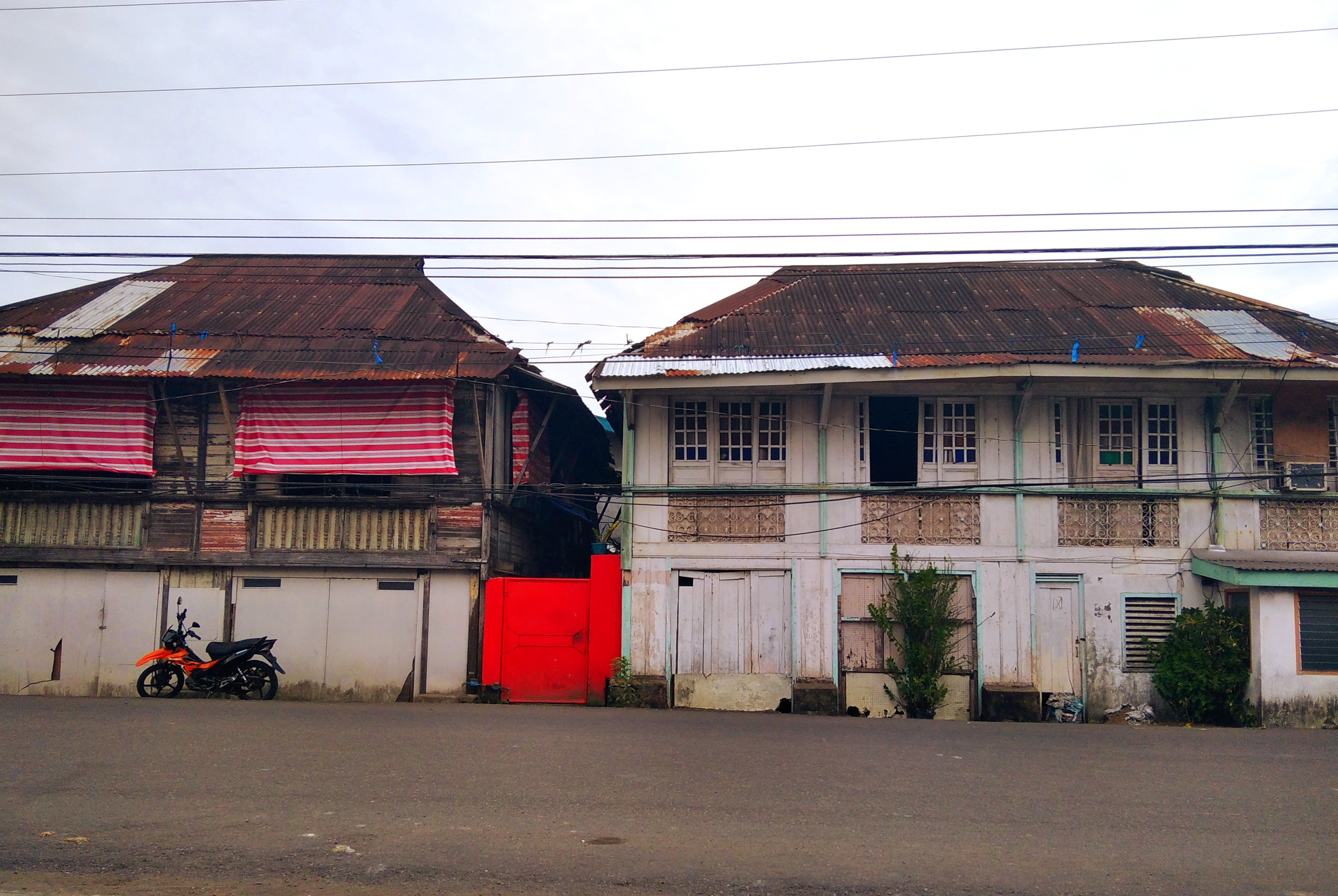
Maiosns anciennes dans le barangay de Jugaban.